# 크립탠드
크립탠드(영어: Cryptand)는 2개 이상의 고리를 가져 여러 배위자리를 가진 킬레이트제이다. 이름은 크립트에서 유래했다.

## 같이 보기
- 크라운 에터
- 크립트
- 고리 화합물